# 고메섬
고메섬 (Gome Island)은 일본 홋카이도 레분정에 위치해 있는 섬이다. 레분 공항의 서쪽에 위치한다. 섬보다는 암초에 가까우며 사람은 살지 않는다. 기후는 한랭하여 식물이 잘 자라지 못한다. 레분섬의 두 반도 사이에 있으며 북쪽에는 메나시토마리 암과 도도섬이 위치한다.

## 같이 보기
- 레분섬
- 레분정
- 메나시토마리 암
- 동해